# Anna Anderson
Anna Anderson (født 16. december 1896, død 12. februar 1984) var den mest berømte af adskillige, der har udgivet sig for at være Nikolaj 2. af Ruslands datter Storfyrstinde Anastasia Nikolaevna af Rusland. Den rigtige Anastasia blev skudt af bolsjevikker i 1918.